# Clenze
Clenze (polabisch Kloncka) ist ein Flecken im Süden des Landkreises Lüchow-Dannenberg in Niedersachsen.

## Geografie

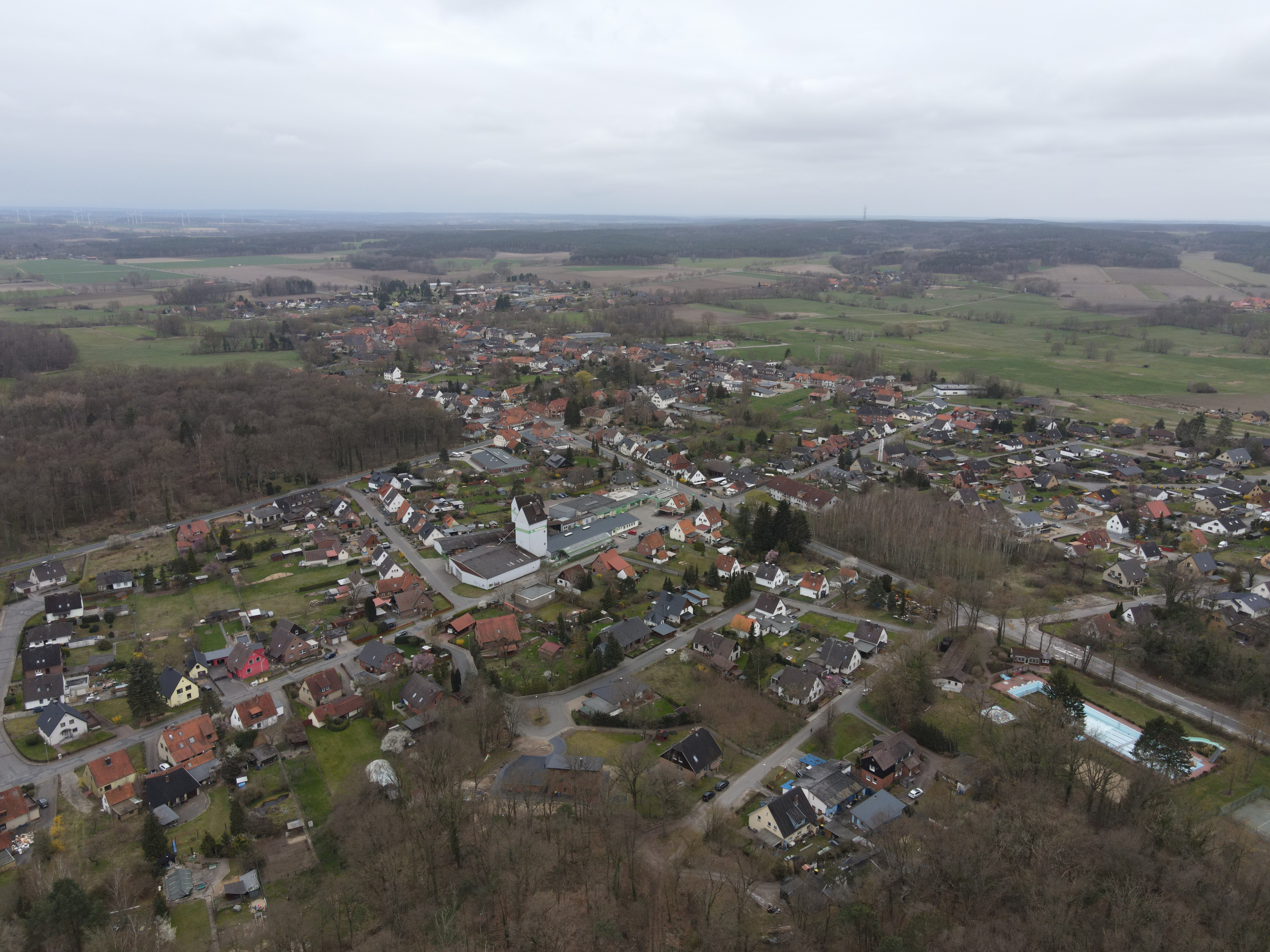
Clenze im Frühjahr 2021 von Norden

### Geografische Lage
Der Flecken liegt in der Clenzer Schweiz am Übergang vom Hohen Drawehn zum Niederen Drawehn, etwa 16 Kilometer entfernt von der Kreisstadt Lüchow. Im Westen grenzt die Gemeinde an den niedersächsischen Landkreis Uelzen, im Südosten an den Altmarkkreis Salzwedel in Sachsen-Anhalt.

### Fleckengliederung
Der Flecken Clenze hat folgende Ortsteile:
Bausen, Beseland, Bösen, Braudel, Bussau, Clenze (Kernort), Corvin, Dalitz, Gistenbeck, Gohlefanz, Granstedt, Groß Sachau, Guhreitzen, Kassau, Klein Sachau, Kloster, Kussebode, Lefitz, Meußließen, Mützen, Prießeck, Quartzau, Reddereitz, Satkau, Schlannau, Seelwig, Vaddensen

## Geschichte
Alte Bezeichnungen von Clenze waren 956 Klinizua, 1004 Claniki, 1017 Claniki, 1330/52, 1360 und 1394 Clentze. Der Ortsname ist ein slawischer Name aus einer Grundform des serbischen „Klanec“, kroatischen „klánac“ für „Engpass, Hohlweg, Talenge“ und „kajkav, klánjec“ für „Tal, schmaler Weg“. Die St.-Bartholomäus-Kirche ist auf einem slawischen Burgwall errichtet worden, der Kirchenhügel stellt den Rest des Burgwalls von Clenze dar.
Über die Funkübertragungsstelle Clenze 1 (siehe Bauwerke) wurden von 1974 bis 1994 mittels Überhorizont-Richtfunk Fernsprechverbindungen zwischen West-Berlin und dem damaligen Bundesgebiet hergestellt. Da die aufwendigen Richtfunkverbindungen nach West-Berlin durch wirtschaftlichere Techniken ersetzt wurden, wird der Turm heute nur noch für den Mobilfunk genutzt.

## Eingemeindungen

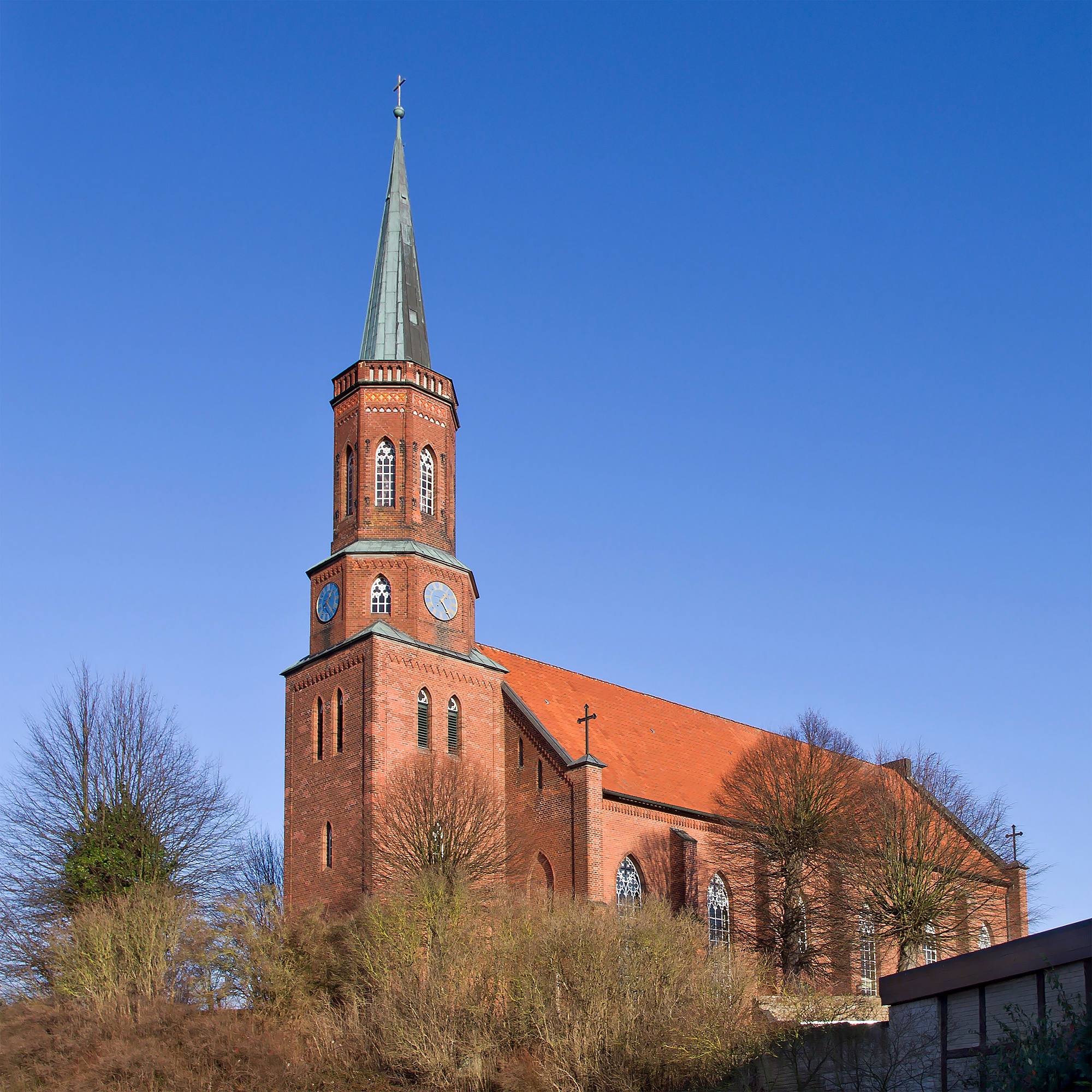
Evangelische St.-Bartholomäus-Kirche

Am 1. Juli 1972 wurden die Gemeinden Bausen, Beseland, Braudel, Bussau, Dalitz, Gistenbeck, Granstedt, Kassau, Corvin, Meußließen (bis dahin im Landkreis Uelzen), Prießeck, Quartzau, Reddereitz, Sachau und Schlannau eingegliedert.

## Religion
In Clenze befindet sich die evangelisch-lutherische St.-Bartholomäus-Kirche. Zur Kirchengemeinde gehört auch die St.-Andreas-Kapelle in Gistenbeck. Bussau hat eine eigene Kirchengemeinde, die mit Clenze pfarramtlich verbunden ist. Im Ortsteil Gistenbeck liegt auch noch die St.-Pauli-Kirche der SELK.
1961/62 wurde die katholische Kirche St. Johannes Maria Vianney erbaut. 2012 erfolgte ihre Profanierung, zuletzt gehörte sie zur Pfarrgemeinde St. Agnes in Lüchow. Das Gebäude wurde von einem Gemeindemitglied gekauft.
In Clenze gibt es außerdem eine Freie Christengemeinde, die zum Bund Freikirchlicher Pfingstgemeinden gehört.

## Politik
Der Flecken Clenze gehört zum Landtagswahlkreis 48 Elbe und zum Bundestagswahlkreis 38 Lüchow-Dannenberg – Lüneburg.

### Rat
Der Rat des Fleckens Clenze setzt sich aus 13 Mitgliedern zusammen. Die Ratsmitglieder werden durch eine Kommunalwahl für jeweils fünf Jahre gewählt.
Bei der Kommunalwahl 2021 ergab sich folgende Sitzverteilung:
| Gemeinderat 2021Insgesamt 13 Sitze - SPD: 2 - Grüne: 2 - UWG: 3 - CDU: 6 |

### Bürgermeister
Bürgermeister ist Uwe Schulz (CDU).

### Wappen
Das Wappen des Fleckens Clenze zeigt einen auf den Hinterbeinen nach links schreitenden blauen Löwen auf goldenem Grund mit einem von den Vorderpranken gehaltenen silbernen Schlüssel.

## Kultur und Sehenswürdigkeiten

### Theater, Museen, Veranstaltungsorte

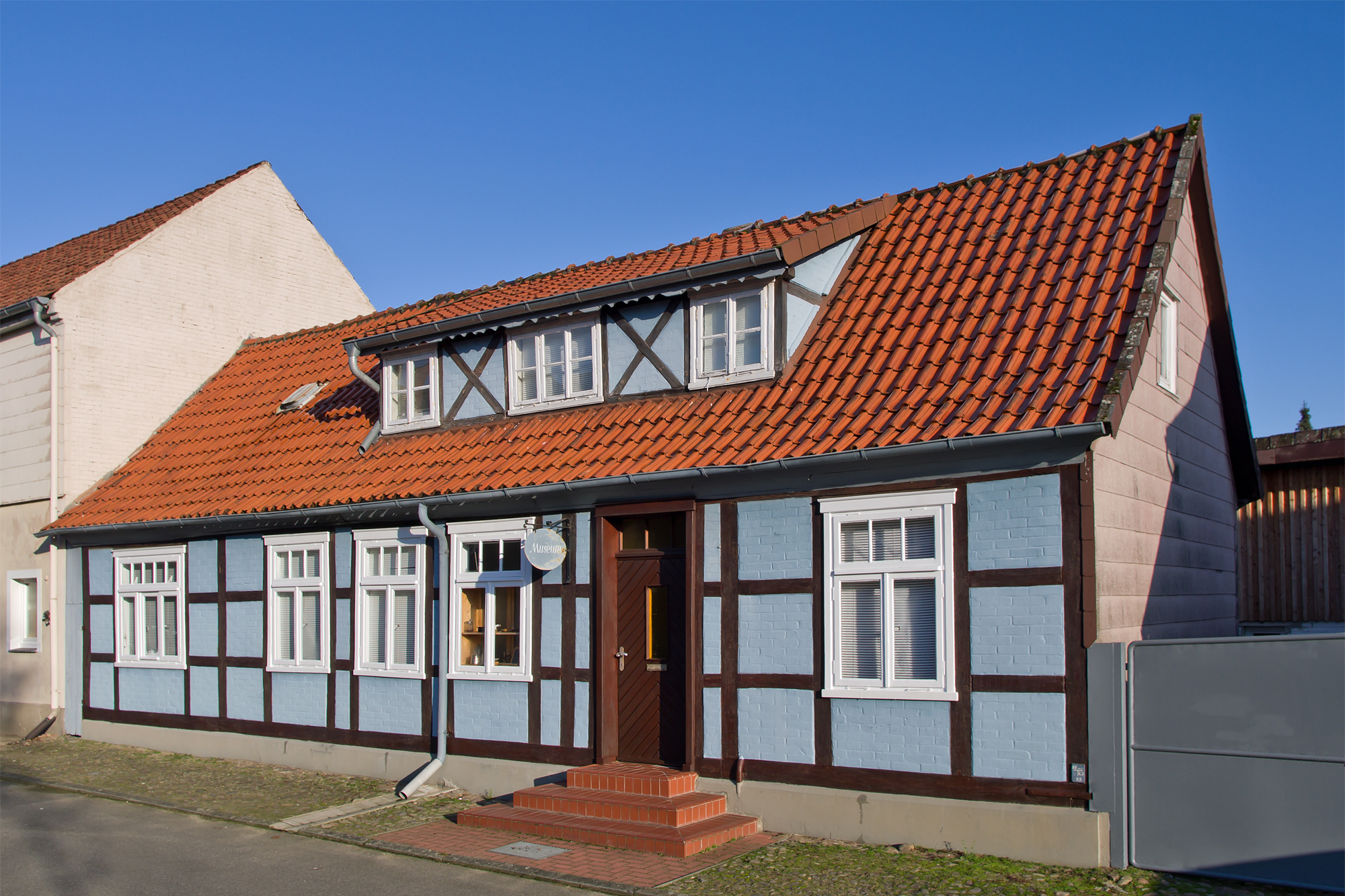
Museum „das Blaue Haus“

Als eines von dreizehn Museen in Elbtalaue und Wendland liegt das Blaue Haus Museum Clenze in Clenze. Es schildert das Leben früherer Zeiten im Flecken Clenze.
In einem ehemaligen Ladenlokal befindet sich seit 2001 der „Clenzer Culturladen e. V.“, ein  Verein zur Förderung der Kultur. Dort treten regelmäßig Musiker und Theaterschaffende auf.

### Bauwerke
In der Liste der Baudenkmale in Clenze werden alle Baudenkmale der Gemeinde Clenze aufgeführt. In der Liste der Bodendenkmale in Clenze sind alle Bodendenkmale enthalten.
Von der Deutschen Bundespost wurde Anfang der 1970er Jahre bei Starrel, rund vier Kilometer südwestlich, die Funkübertragungsstelle Clenze 1 (Lage der ehemaligen FuÜSt) aufgebaut. Sie diente, neben den Stationen auf dem Höhbeck (Funkübertragungsstelle Gartow 1/2) und Torfhaus, zur Anbindung des West-Berliner Telefonnetzes an das damalige Bundesgebiet über Richtfunk. Für die 164 Kilometer lange Richtfunkstrecke zur Richtfunkanlage Berlin-Frohnau, wo ein baugleicher Stahlfachwerkturm stand, wurden an beiden Standorten je zwei Parabolspiegel (Cassegrain-Antennen) von 18 Metern Durchmesser übereinander installiert. Vom Jahreswechsel 1974/75 an bis 1993 wurden zwischen der FuÜSt Clenze und Berlin-Frohnau mittels Scatter-Überhorizontrichtfunk bis zu 720 Fernsprechkanäle bereitgestellt. Ab 1994 wurde der 95 Meter hohe Stahlgitterturm als Richtfunkstation zwar noch genutzt, um Verbindungen nach Hamburg, Hannover, Uelzen, Sprakensehl, Zernien und Gartow herzustellen, aber auch diese Funktion fiel bald weg. Die nicht mehr benötigten 18-Meter-Parabolspiegel wurden am 22. Juni 1999 demontiert.

### Grünflächen und Naherholung

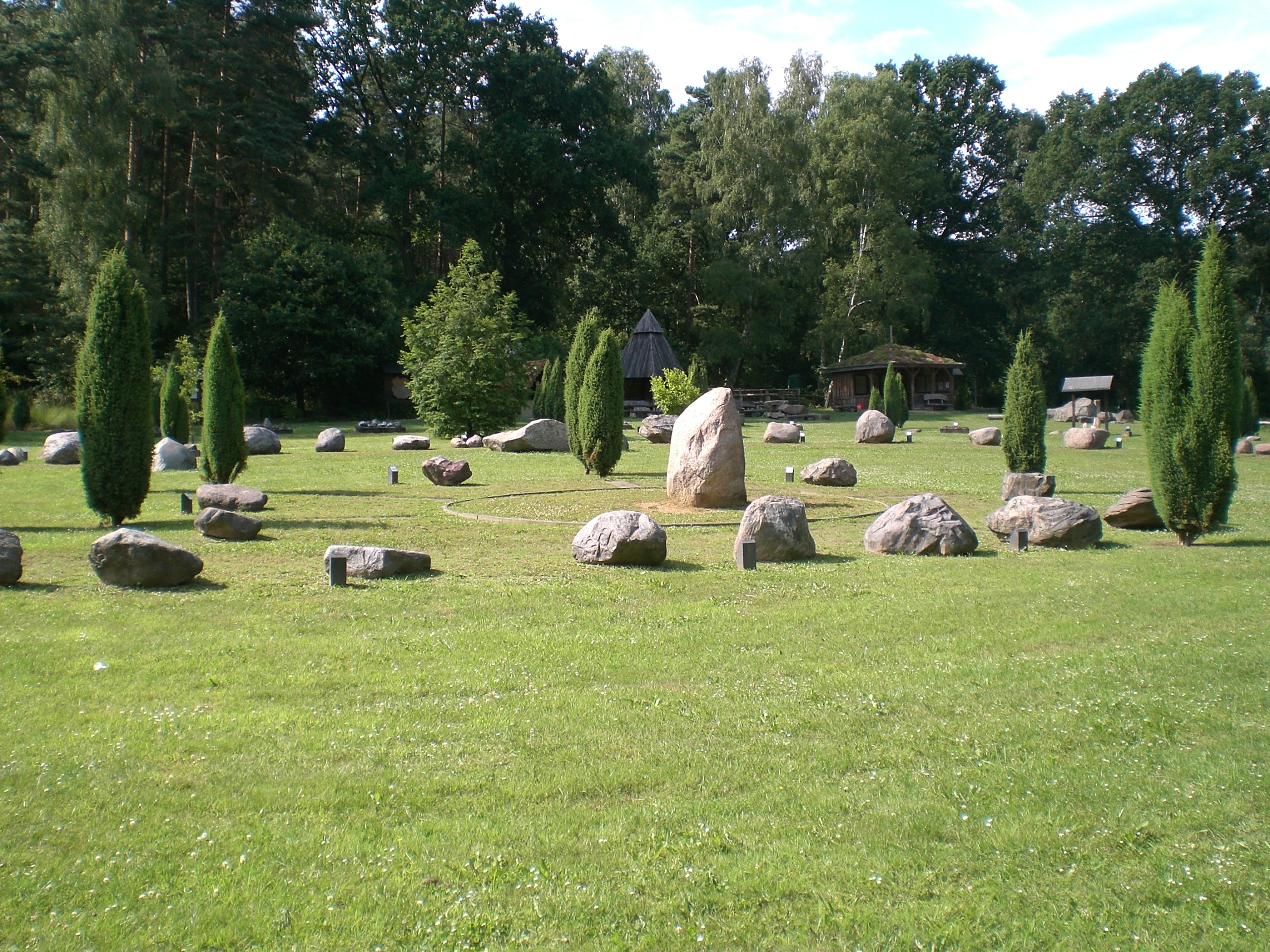
Findlingspark westlich von Corvin

Wenige Kilometer nordwestlich von Clenze findet sich ein geologischer Steingarten. Der sogenannte Findlingspark führt Besucher schneckenförmig durch die geologischen Zeitalter bis jenseits des Präkambriums.

### Sport
Clenze hat mehrere Sportvereine, unter anderem den SV Eintracht Clenze und den TC Clenze. Beim SV Eintracht werden  Fußball und Handball, klassisches Geräteturnen, Faustball, Tischtennis und Badminton angeboten. Der TC ist ein reiner Tennisverein mit einer eigenen Drei-Platz-Anlage nördlich des Clenzer Freibades.
Darüber hinaus gibt es den Reit- und Fahrverein Clenze, der jährliche Springreitturniere auf einem eigenen Platz ausrichtet, den Ski-Club Güneitz sowie die Schützengilde von 1848.

## Wirtschaft und Infrastruktur

### Bildung
Im Flecken Clenze befinden sich die Astrid-Lindgren-Südkreisschule und die Drawehn-Schule Clenze, eine Kooperative Gesamtschule.
Die Drawehn-Schule ist die einzige Kooperative Gesamtschule (KGS) des Landkreises mit derzeit über 800 Schülern, von denen die meisten aus dem Bereich der Samtgemeinde und dem Landkreis kommen.
Seit dem Schuljahr 2011/12 kann an der Drawehn-Schule Clenze der gymnasiale Schulzweig ab Klasse 11 bis zum Ablegen des Abiturs besucht werden. Die Sekundarstufe II wurde bis 2019 organisatorisch als Außenstelle des Fritz-Reuter-Gymnasiums Dannenberg geführt.
Seit dem Schuljahr 2019/2020 besitzt die Drawehn-Schule Clenze eine eigenständige Oberstufe und steht nun für die 5. bis 13. Klasse zur Verfügung.

### Verkehr
Im Norden des Fleckens berührt die Bundesstraße 493, im Süden die Bundesstraße 71 das Gebiet von Clenze. Beide Straßen führen von Ost nach West in Richtung Uelzen.

## Persönlichkeiten
- Am 31. Oktober 1630 weilte Gottfried Heinrich zu Pappenheim in Clenze.
- In Clenze geboren wurde Wilhelm Haacke (1855–1912), Biologe und Vererbungsforscher, Professor und Zoodirektor.
- Im Ortsteil Prießeck leben Mitglieder der Deutschrock-Band Madsen.
- Im Ortsteil Braudel lebt der Musiker Wolfgang Krantz (Jane, Harlis, Efendi´s Garden).
- Im Ortsteil Braudel wohnt der Musiker Thorsten Wingenfelder (Fury in the Slaughterhouse, Wingenfelder).